# Стърлинг Лание
Стърлинг Лание (на английски: Sterling E. Lanier) е американски скулптор и писател на произведения в жанра научна фантастика, фентъзи и хорър.

## Биография и творчество
Стърлинг Едмънд Лание е роден на 18 декември 1927 г. в Ню Йорк, САЩ, в семейството на Бервик Лание, офицер от ВВС на САЩ и Присила Тейлър. През 1951 г. завършва антропология и археология в Харвардския университет. След дипломирането си служи в армията и морската пехота. В периода 1958 – 1960 г. работи като историк-изследовател към музея в Уинтертур, Делауеър.
В периода 1961 – 1967 г. работи като редактор, главно за „Chilton Books“. Като редактор там през 1965 г. убеждава фирмата да публикува романа „Дюн“ на Франк Хърбърт, който преди това е отхвърлен от много други издателства. През 1967 г. минава на свободна практика като скулптор и писател, и се премества със съпругата си Ан и двете им деца във Флорида.
През май 1961 г. е публикуван първият му разказ, „Join our Gang?“ (Присъединете се към нашата банда?), в списание „Аналог“. Впоследствие издава поредица от разкази за приключенията на генерал Фелоус и срещите му с митични същества. Разказите са събрани в два сборника през 1977 и 1986 г.
Първият му роман, „The War for the Lot“ (Войната за Лот), е издаден през 1969 г.
Става известен най-вече с романите си „Пътешествието на Хиеро“ и „Унищожителят на злото“ от поредицата „Хиеро“. Действието в него се развива на Земята в свят 5000 години след атомна война, а героите предприемат търсене на митичния „Computer“, с който да възстановят света, борейки се с радиационни опасности и мутанти.
През целия си живот е поклонник на фантастичната литература, а също е ентусиаст на криптозоологията.
Като скулптор прави миниатюри (в бронз, сребро и злато), сред които и серия от герои от поредицата „Властелинът на пръстените“. Произведенията му са сред експонатите на различни музеи.
Стърлинг Лание умира на 28 юни 2007 г. в Сарасота, Флорида.

## Произведения

### Самостоятелни романи
- The War for the Lot (1969)
- Menace Under Marswood (1983)
Опасност в Марсианските дебри, изд. „Орфия“ (2002), прев. Христо Диков

### Серия „Хиеро“ (Hiero)
1. Hiero's Journey (1973)
Пътешествието на Хиеро, изд. „Орфия“ (1993), прев. Христо Диков
2. The Unforsaken Hiero (1983)
Унищожителят на злото, изд. „Орфия“ (2004), прев. Красномир Крачунов

### Серия „Приключенията на генерал Фелоус“ (Brigadier Ffellowes)
1. The Peculiar Exploits of Brigadier Ffellowes (1977) – сборник разкази
2. The Curious Quests of Brigadier Ffellowes (1986) – сборник разкази

#### Разкази в света на генерал Фелоус
- His Coat So Gay (1965)
- Soldier Key (1968)
- The Kings of the Sea (1968)
- The Leftovers (1969)
- Fraternity Brother (1969)
- A Feminine Jurisdiction (1969)
- His Only Safari (1970)
- And the Voice of the Turtle ... (1972)
- Thinking of the Unthinkable (1973)
- A Father's Tale (1974)
- Ghost of a Crown (1976)
- Commander in the Mist (1982)
- The Brigadier in Check – and Mate (1986)

### Новели
- Join Our Gang? (2011)

### Разкази
- Join our Gang? (1961)
- His Coat So Gay (1965)
- Soldier Key (1968)
- The Kings of the Sea (1968)
- The Leftovers (1969)
- Fraternity Brother (1969)
- A Feminine Jurisdiction (1969)
- His Only Safari (1970)
- And the Voice of the Turtle ... (1972)
- Thinking of the Unthinkable (1973)
- A Father's Tale (1974)
- Ghost of a Crown (1976)
- Commander in the Mist (1982)
- The Brigadier in Check – and Mate (1986)